# Ernst Aigner (Fußballspieler)

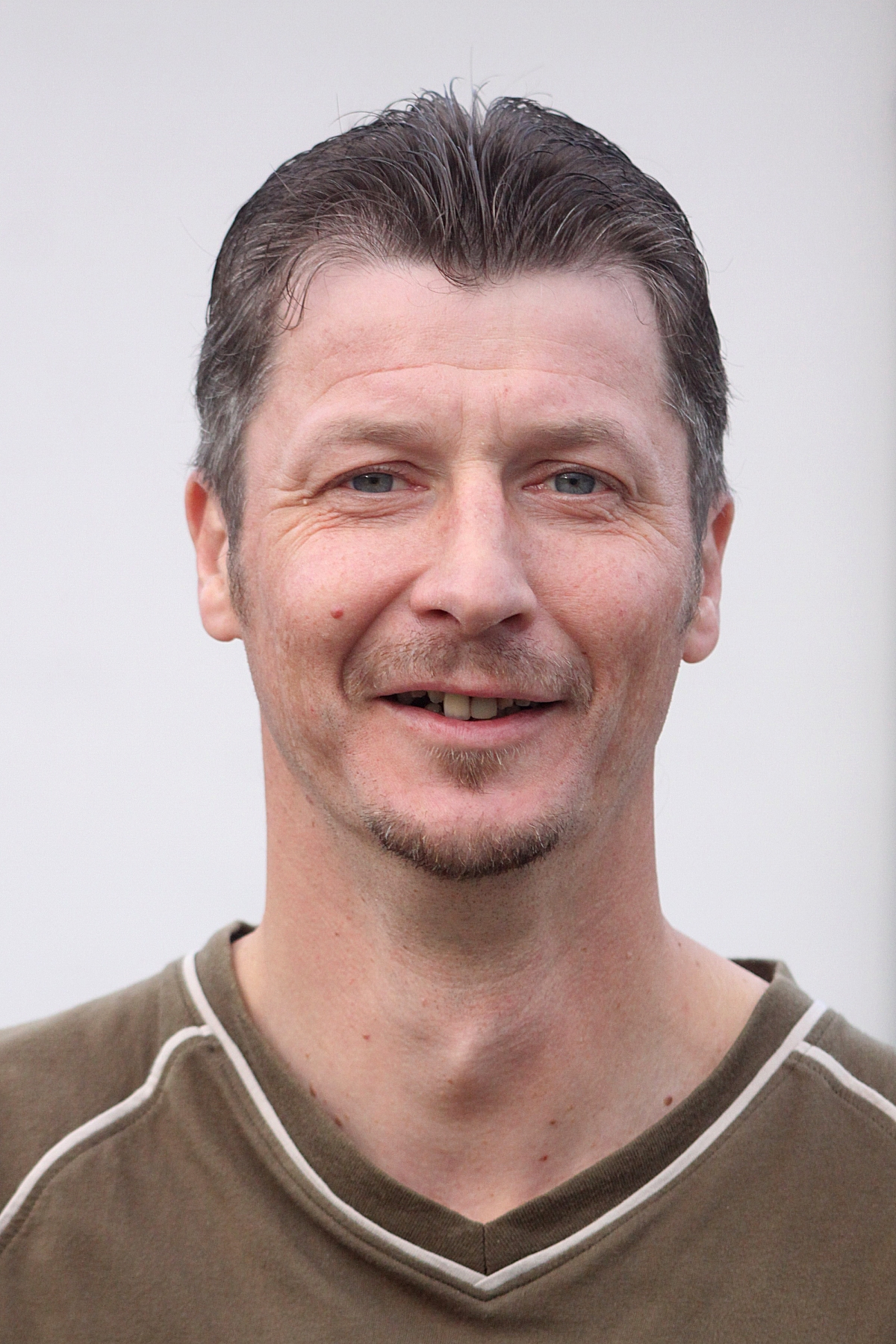
Ernst Aigner (2010)

Ernst Aigner (* 31. Oktober 1966 in Mödling) ist ehemaliger österreichischer Fußballspieler auf der Position eines Verteidigers. Als Nationalspieler nahm er an der Weltmeisterschaft 1990 in Italien teil.

## Vereinskarriere
Ernst Aigner begann mit dem Fußballspiel in seiner Heimatgemeinde bei der 1. SVg. Guntramsdorf und wechselte mit zwölf Jahren in die Nachwuchsabteilung des damaligen Erstligisten FC Admira/Wacker nach Maria Enzersdorf. Als Jugendlicher begann er 1982 mit einer Tischlerlehre die er 1985 an der Berufsschule Pöchlarn abschloss. Bei den Südstädtern spielte er sich bis in die Kampfmannschaft hoch und feierte 1986 sein Debüt in der österreichischen Bundesliga.
Seine beste Saison bei dem damaligen niederösterreichischen Spitzenverein hatte er 1988/1989. In der Meisterschaft erreichte er mit der Mannschaft den zweiten Platz in der Bundesliga hinter dem von Ernst Happel betreuten FC Swarovski Tirol und damit die beste Platzierung des Fusionsvereins seit 1971. Auch im ÖFB-Pokal verlor man nach Siegen über Rapid (3:2) und FK Austria Wien (5:2) erst im Finale gegen die Tiroler, wobei Ernst Aigner beim überraschenden 2:0-Sieg der Admira im ersten Finalspiel in der Südstadt vor 8.000 Zuschauern in der 75. Minute sogar das Führungstor für seine Elf erzielte. Das zweite Finalspiel in Innsbruck verloren die Niederösterreicher, die damals Spieler wie Peter Artner, Ernst Baumeister, Manfred Kern, Gerhard Rodax sowie Wolfgang und Walter Knaller im Team hatten, jedoch klar mit 2:6.
In der Sommerpause 1989 wechselte Aigner zu Austria Wien, wo er seine größten Erfolge feiern konnte. Er kam als Ersatz für den langjährigen Libero Erich Obermayer, der seine Karriere beendet hatte. Insgesamt gewann er mit den Violetten drei Mal die Meisterschaft (1991, 1992, 1993) sowie drei Mal den ÖFB-Pokal (1990, 1992, 1994), wobei er in den Finalspielen 1992 und 1992 aber nicht zum Einsatz kam.
Im Herbst 1994 verließ Ernst Aigner die Wiener Austria und wechselte zum VSE St. Pölten in die zweite Liga. Für die Saison 1996/97 erreichte er erneut ein Engagement bei seinem ehemaligen Verein in der Südstadt, der sich zu dieser Zeit SC Niederösterreich Admira/Wacker nannte, und damit die Rückkehr in die erste Bundesliga. Allerdings spielte er mit den Niederösterreichern nicht mehr um den Meistertitel, sondern gegen den Abstieg, der letztendlich in dieser Saison nur durch die Fusion der beiden Linzer Großvereine sowie der eigenen Fusion des SCN mit dem VfB Mödling verhindert werden konnte. Nachdem Aigner mit den Mödlingern 1998 doch aus der max.Bundesliga abstieg, schaffte er mit dem Verein in der Saison 1999/2000 den Wiederaufstieg und spielte somit 2000/01 letztmals in der obersten österreichischen Spielklasse. In der Sommerpause 2001 wechselte er zum ASK Kottingbrunn in die Regionalliga Ost, bevor er seine Karriere sich im Sommer 2003 dem 1. SC Sollenau in der Gebietsliga Süd/Südost anschloss. Beim Verein war er in weiterer Folge noch bis zur Winterpause 2010/11 aktiv, feierte einige Meistertitel und zog sich als 44-Jähriger aus dem aktiven Fußballsport zurück. Zuletzt hatte er nur mehr für die zweite Mannschaft der Sollenauer gespielt.

## Karriere im Nationalteam
Im Nationalteam feierte Ernst Aigner sein Debüt als Admiraner in der zweiten Hälfte des Freundschaftsspiels gegen Norwegen am 31. Mai 1989. In der WM-Qualifikation spielte er beim entscheidenden 3:0-Sieg gegen die DDR in Wien und stand in der Vorbereitungszeit beim 3:2-Auswärtssieg gegen Spanien sowie beim 3:0-Sieg gegen den Erzrivalen aus Ungarn auf dem Platz. Bei der Weltmeisterschaft in Italien scheiterte er mit dem österreichischen Team nur knapp am Gastgeber und der Tschechoslowakei am Aufstieg ins Achtelfinale. Nach der Weltmeisterschaft bestritt Aigner, der immer wieder durch Verletzungen geplagt wurde, nur noch ein Länderspiel (31. Oktober 1990 gegen Jugoslawien).

## Vereine
- FC Admira/Wacker (1978–1989)
- FK Austria Wien (1989–1994)
- VSE St. Pölten (1994–1996, Zweite Bundesliga)
- SCN Admira/Wacker (1996/97)
- VfB Admira Wacker Mödling (1997–2001; Erste und Zweite Bundesliga)
- ASK Kottingbrunn (2001–2003; Regionalliga Ost)
- 1. SC Sollenau (ab 2003; 2. Landesliga Ost / 1. Landesliga NÖ)

## Titel und Erfolge
- 3 × Österreichischer Meister: 1991, 1992, 1993 (Austria)
- 3 × Österreichischer Pokalsieger: 1990, 1992, 1994 (Austria)
- 4 × Österreichischer Supercupsieger: 1990, 1991, 1992, 1993 (Austria)
- 3 × Österreichischer Vizemeister: 1989 (Admira/Wacker), 1990, 1994 (Austria)
- 1 × Österreichisches Pokalfinale: 1989 (Admira/Wacker)
- 4 × Sieger im Wiener Stadthallenturnier: 1989 (Admira/Wacker), 1991, 1992, 1994 (Austria)
- 11 Länderspiele für die österreichische Fußballnationalmannschaft von 1989 bis 1990
- Teilnahme an der Weltmeisterschaft 1990 in Italien